# 슬라티나

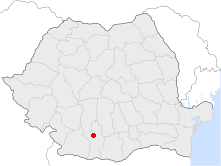
슬라티나의 위치

슬라티나(루마니아어: Slatina)는 루마니아 올트주의 주도로, 올트강과 접하며 인구는 79,171명(2002년 기준)이다.

## 역사
1368년 1월 20일 왈라키아의 블라디슬라브 1세 블라이쿠 공작이 작성한 공문서에 처음 등장한다. 이 문서에 따르면 트란실바니아의 브라쇼브에서 온 상인들이 슬라티나를 통과했을 때 세관에서는 아무것도 지불하지 않았다고 한다. 슬라티나는 슬라브어파에 속하는 언어로 "소금기가 있는 땅" 또는 "소금물"을 뜻하는 단어인 "슬람티나"(Slam-tina)에서 유래된 이름이다.

## 인구
| 연도              | 인구   | ±%      |
| ----------------- | ------ | ------- |
| 1912              | 9,825  | —       |
| 1930              | 11,243 | +14.4%  |
| 1948              | 13,136 | +16.8%  |
| 1956              | 13,381 | +1.9%   |
| 1966              | 19,250 | +43.9%  |
| 1977              | 44,892 | +133.2% |
| 1992              | 85,168 | +89.7%  |
| 2002              | 79,171 | −7.0%   |
| 2011              | 70,293 | −11.2%  |
| 출처: Census data |        |         |